# Comuna Unțeni, Botoșani
Unțeni este o comună în județul Botoșani, Moldova, România, formată din satele Burla, Burlești, Mânăstireni, Soroceni, Unțeni (reședința), Valea Grajdului și Vultureni.

## Demografie
Componența etnică a comunei Unțeni
     Români (92,2%)
     Alte etnii (7,8%)
Componența confesională a comunei Unțeni
     Ortodocși (86,49%)
     Penticostali (5,51%)
     Alte religii (0,08%)
     Necunoscută (7,92%)
Conform recensământului efectuat în 2021, populația comunei Unțeni se ridică la 2.450 de locuitori, în scădere față de recensământul anterior din 2011, când fuseseră înregistrați 2.771 de locuitori. Majoritatea locuitorilor sunt români (92,2%). Din punct de vedere confesional, majoritatea locuitorilor sunt ortodocși (86,49%), cu o minoritate de penticostali (5,51%), iar pentru 7,92% nu se cunoaște apartenența confesională.

## Politică și administrație
Comuna Unțeni este administrată de un primar și un consiliu local compus din 11 consilieri. Primarul, Constantin Paladi[*], de la Partidul Social Democrat, este în funcție din 2016. Începând cu alegerile locale din 2024, consiliul local are următoarea componență pe partide politice:
|  | Partid                          | Consilieri | Componența Consiliului | Componența Consiliului | Componența Consiliului | Componența Consiliului | Componența Consiliului | Componența Consiliului | Componența Consiliului |
|  | ------------------------------- | ---------- | ---------------------- | ---------------------- | ---------------------- | ---------------------- | ---------------------- | ---------------------- | ---------------------- |
|  | Partidul Social Democrat        | 7          |                        |                        |                        |                        |                        |                        |                        |
|  | Partidul Național Liberal       | 3          |                        |                        |                        |                        |                        |                        |                        |
|  | Alianța pentru Unirea Românilor | 1          |                        |                        |                        |                        |                        |                        |                        |